# L'Âge de glace 6
Pour les articles homonymes, voir Âge de glace (homonymie).
Série L'Âge de glace
L'Âge de glace : Les Aventures de Buck Wild 
(2022)
Pour plus de détails, voir Fiche technique et Distribution.
L'Âge de glace 6 ou L'Ère de glace 6 au Québec (Ice Age 6) est un film d'animation américain dont la sortie est prévue en 2026.
C'est le sixième opus de la saga L'Âge de glace et le premier film à ne pas être produit par Blue Sky Studios, après sa fermeture en avril 2021.

## Synopsis
L'âge de glace 6 sera la conclusion de la saga. Le groupe sera réuni pour la dernière fois. La fin de l'ère glaciaire les mènera dans des lieux familiers, mais sur la route ils retrouveront de vieilles connaissances.

## Fiche technique
- Titre original : Ice Age 6
- Titre français : L'Âge de glace 6
- Titre québécois : L'Ère de glace 6
- Sociétés de production : 20th Century Animation
- Société de distribution : 20th Century Studios
- Pays de production :  États-Unis
- Langue originale : anglais
- Genre : animation
- Dates de sortie : Dates sujettes à modification
  - France : 16 décembre 2026[2]
  - États-Unis : 18 décembre 2026[3]

## Informations
L'information de la préparation du film a été donnée par l'acteur John Leguizamo, et a été confirmée par Disney début novembre 2024 lors d'une émission sur  la chaîne D23 Brasil,.

## Distribution

### Voix originales
Sauf indication contraire, les informations mentionnées dans cette section peuvent être confirmées par la base de données cinématographiques IMDb,  présente dans la section « Liens externes ».
- Ray Romano : Manny[8],[2]
- John Leguizamo : Sid[8],[2]
- Denis Leary : Diego[2]
- Queen Latifah : Ellie[8],[2]
- Simon Pegg : Buck[2]
- Seann William Scott : Crash
- Josh Peck : Eddie

### Voix françaises
On ne sait pas encore si Gérard Lanvin (Manny), Elie Semoun (Sid), Vincent Cassel (Diego), Christophe Dechavanne (Crash), Alexis Tomassian (Eddie) et Armelle Gallaud (Ellie) vont revenir ni par qui ils seront accompagnés. Mais, étant donné qu'ils étaient présents dans les 5 films et le spin off, ils devraient être rappelés.